# Браун, Эрик (пилот)
Эрик Мелроуз «Винкл» Браун, ПБС (21 января 1919 — 21 февраля 2016 года) — офицер британского ВМФ; летчик-испытатель, занесенный в Книгу Гиннесса, как испытавший рекордное число типов самолётов; имел наибольшее число наград среди британских морских летчиков
Брауну также принадлежит мировой рекорд по количеству палубных взлетов и посадок: 2 407 и 2 271, соответственно. Известен также тем, что пилотировал все типы летательных аппаратов: планер, истребитель, бомбардировщик, летающая лодка и вертолет. Во время Второй мировой войны испытывал также немецкие самолёты, включая реактивные. В послевоенный период первым стал испытывать реактивную технику.